# Andover (New York)
Pour les articles homonymes, voir Andover.
Andover est une ville du comté d'Allegany, dans l’État de New York, aux États-Unis.